# Iwasa Matabē

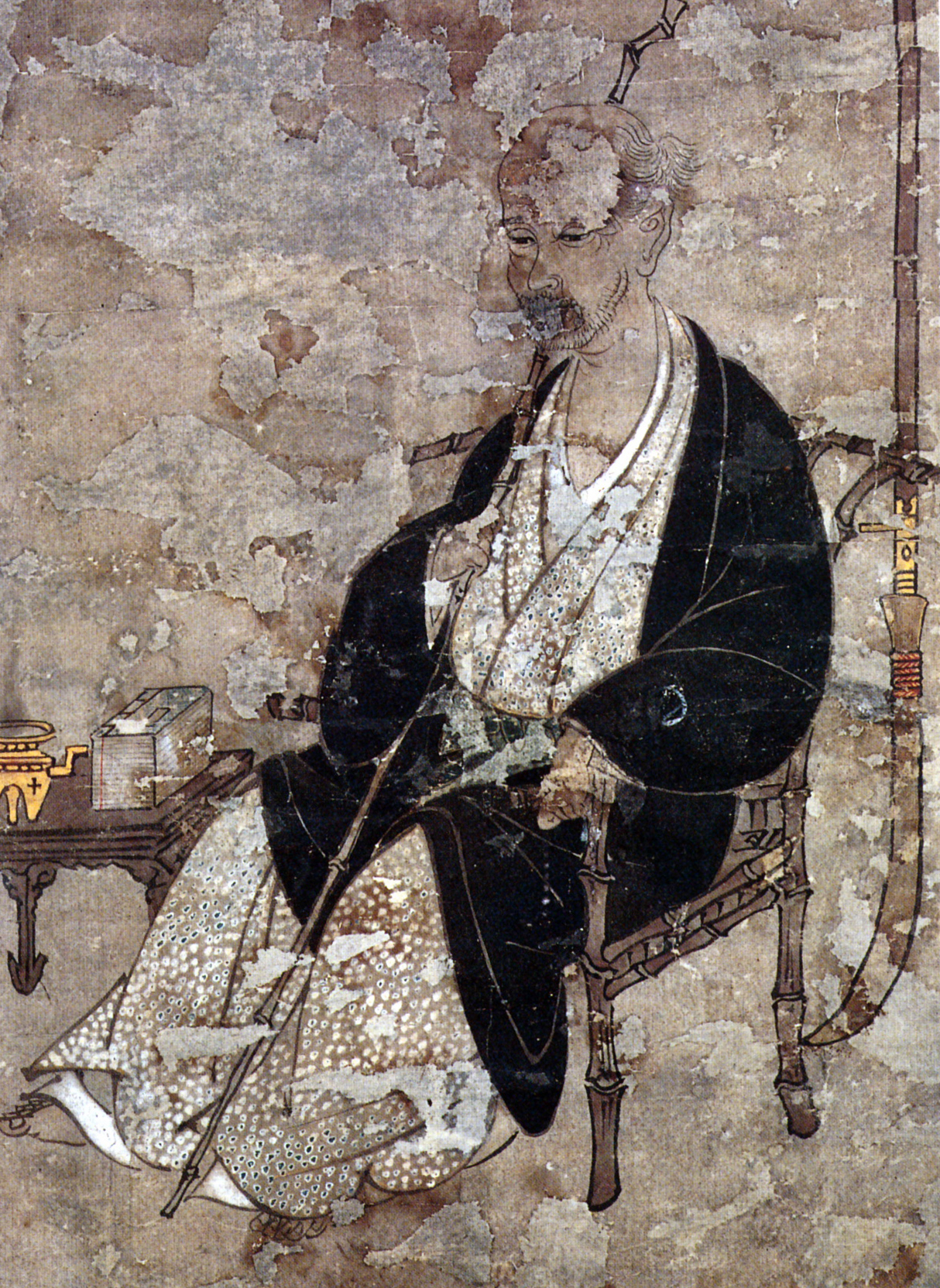
Iwasa Matabē (Selbstporträt)

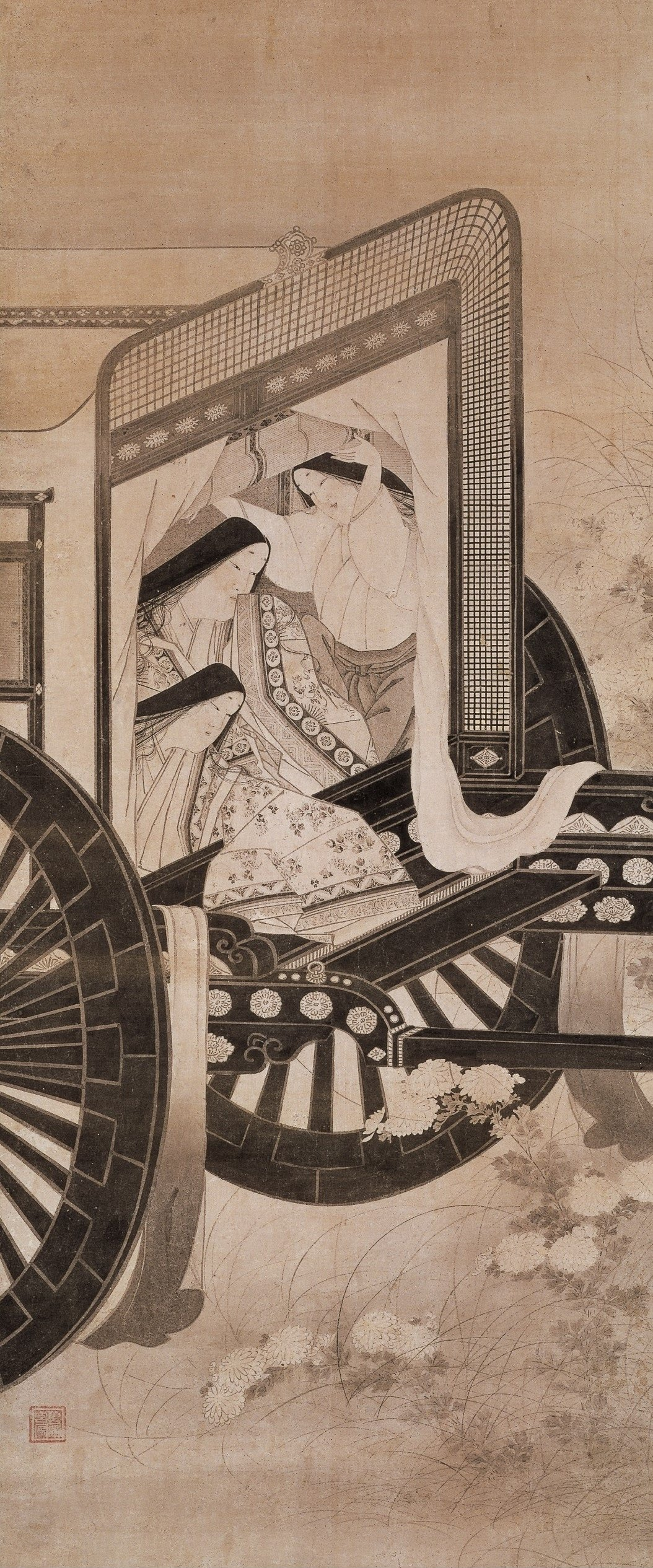
Chrysanthemen betrachten

Iwasa Matabē (japanisch 岩佐 又兵衛; geb. 1. Januar 1578; gest. 20. Juli 1650), häufig auch Matabei geschrieben, war ein japanischer Maler der stilistischen Übergangszeit um 1600.

## Leben
Matabē war der Sohn einer Konkubine des Fürsten Araki Murashige (荒木 村重; 1535–1586), Daimyō auf der Burg Itami (Provinz Settsu). In dem Jahr, als er geboren wurde, ordnete der militärische Führer Japans, Oda Nobunaga, die Tötung von Murashige und seiner ganzen Familie an, da dieser eine Rebellion geplant haben soll. Matabē entkam und wurde in der Familie seiner Mutter unter dem Familiennamen seiner Mutter, Iwasa, aufgezogen. Matabē stellt seinen Rufnamen dar, während sein wirklicher Name Katsumochi (勝以) war.
Matabē zeigte schon in jungen Jahren malerisches Talent. Sein Lehrer soll Kanō Naizen (狩野 内膳; 1570–1616) gewesen sein, ein Maler, der in enger Beziehung zur Araki-Familie gestanden hatte. Um das Jahr 1615 verließ Matabē Kyōto und ging nach Kitan-no-shō, dem heutigen Fukui in der Provinz Echizen, wo er sich der Förderung des dortigen Fürsten, Matsudaira Tadanao (1595–1650), erfreute. Er blieb auch in Kita-no-shō, als Tadanao in Ungnade fiel und nach Bungo geschickt wurde. In dieser Zeit entwickelte er dort seinen eigenen Stil.
1637 wurde Matabē nach Edo beordert, um Werke für das Tokogama-Shogunat zu produzieren. Er reiste von Kita-no-shō nicht direkt, sondern über Kyōto nach Edo und hielt diese Reise fest in einem Bericht, den er Kaikokudō no ki nannte. In Edo malte er verschiedene Räume für das Shogunat aus und malte eine Serie der Sechsunddreißig Unsterblichen der Dichtkunst für den Tōshōgū-Schrein in Kawagoe. Darüber hinaus schuf er eine große Zahl Stellschirme und andere Werke.

## Wertung
In der Edo-Zeit wurde Matabē als Begründer des Ukiyoe-Stils betrachtet und Ukiyoe Matabē genannt.  In der ersten Hälfte des 20. Jahrhunderts wurde es üblich, diese Zuordnung zu widerrufen, aber später entwickelte sich zunehmend die Tendenz, die ursprünglichen Zuordnungen anzuerkennen. Sein Werk ist charakterisiert durch ein ungewöhnliches Gefühl für Form und Gestaltung mit einer Tendenz zur starken Ausdrucksweise. Seine Figuren zeigen typischerweise betont rundliche oder betont längliche Gesichter. Matabē hatte viele Schüler, und so konnte sein Atelier eine große Zahl von Werken produzieren. Er war besonders aktiv in der Kan’ei-Zeit (1624–1644), in der Zeit, die einen Wendepunkt in der japanischen Kunst markiert. Und so ist es gut möglich, dass er eine Art Brücke bildete zwischen der Malerei der Momoyama-Zeit und der der sich entwickelnden Edo-Zeit.
Neben den bereits erwähnten „Sechsunddreißig Unsterblichen“ gehören zu seinen bedeutenden Werken die Darstellungen auf zwei Hängerollen: Die Kakinomoto no Hitomaro und Ki no Tsurayuki im MOA-Kunstmuseum in Atami (Wichtiges Kulturgut Japans) und der Stellschirm „Aufwartende Damen, Chrysanthemen betrachtend“  im Yamatane-Kunstmuseum. Es besteht zudem eine hohe Wahrscheinlichkeit, dass der Stellschirm „Hōkoku-Fest“ im Besitz des Tokugawa-Kunstmuseum aus seiner Hand ist.

## Bilder

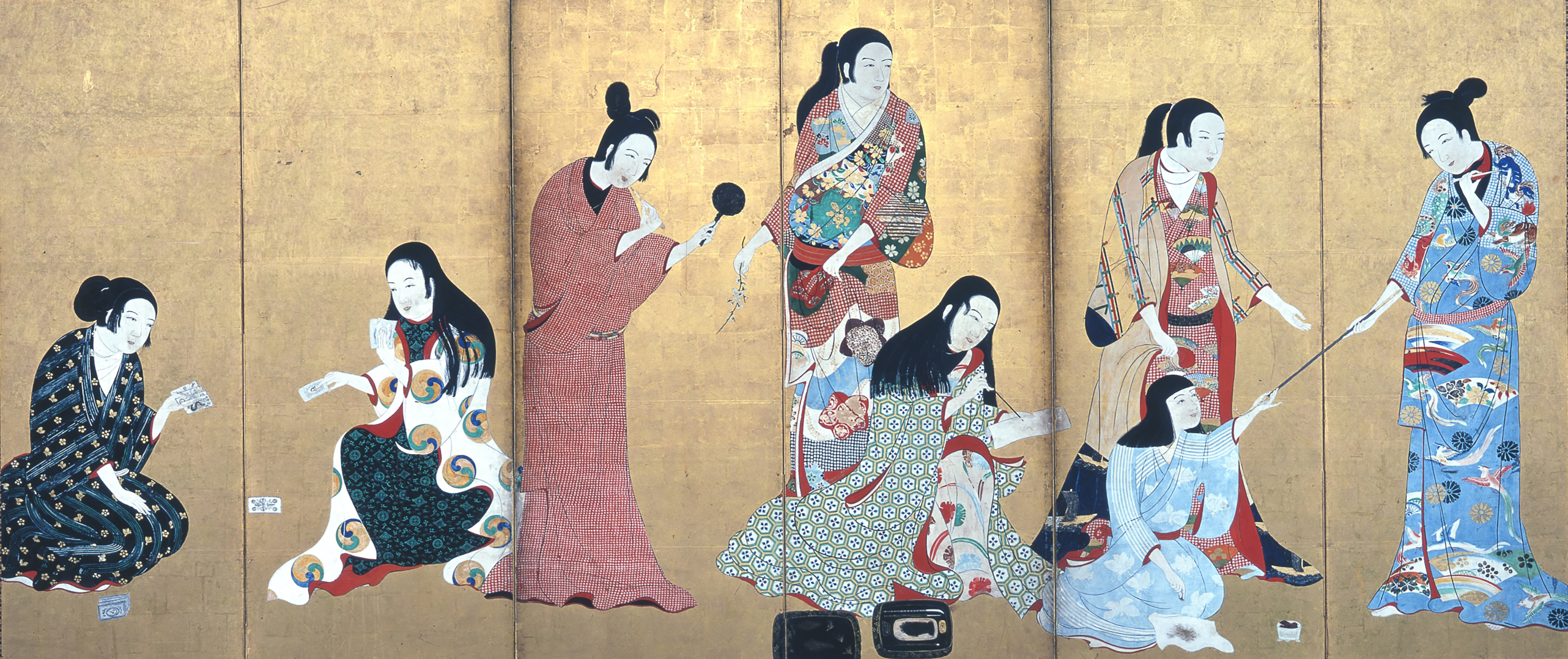
Stellschirm links
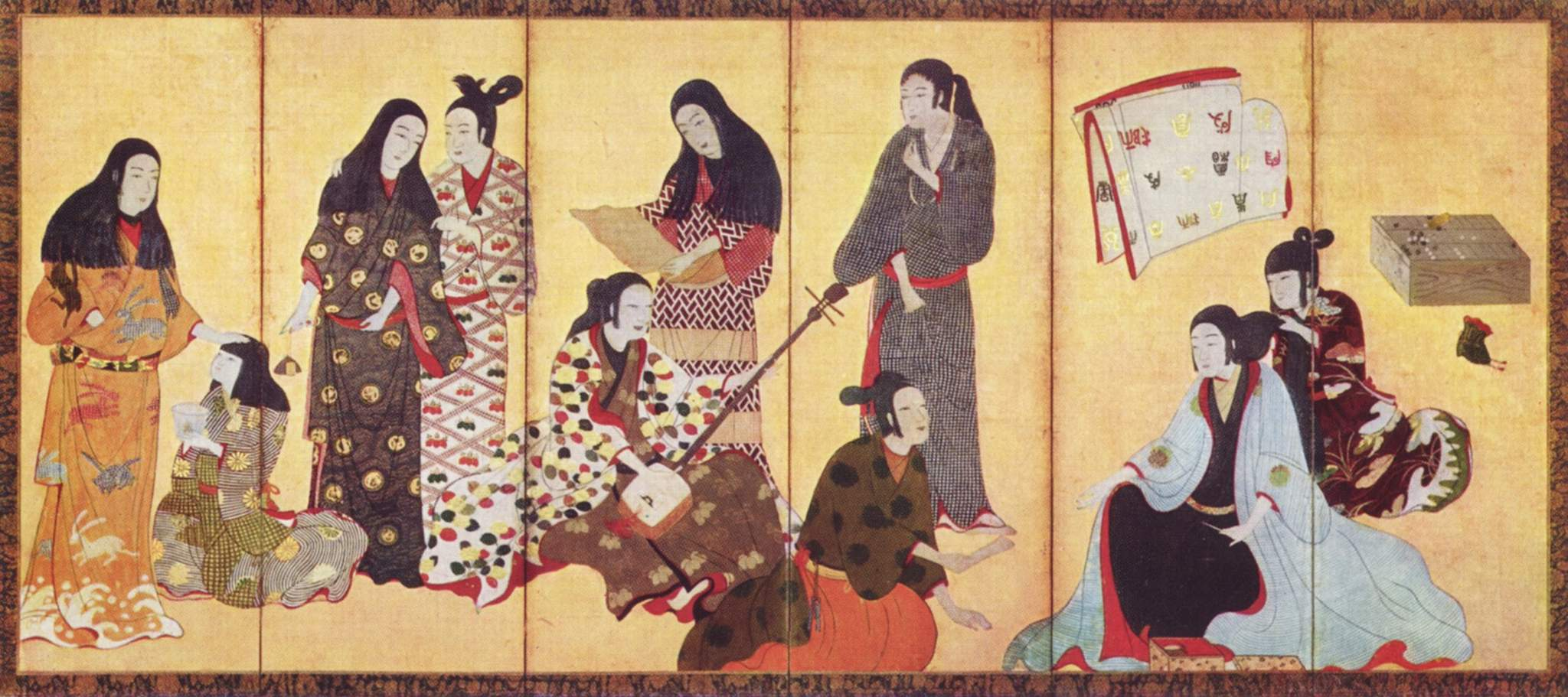
Stellschirm rechts

## Bedeutende Bilder
- Während der Zeit des Matsudaira Tadamasa
  - Hōkoku-Fest (豊国祭礼図, Hōkoku sairei-zu), Stellschirm
  - Die 36 Unsterblichen als Buch (三十六歌仙画冊, Sanjūkasen gasatsu)
  - Vormals Kanaya-Stellschirm-Paar, je 6-teilig (旧金谷屏風, Kyū Kanaya byōbu)
  - Ki no Tsurayuki und Kakimoto no Hitomaro, zwei Hängerollen (紀貫之、柿本人麻呂図)
- Während der Zeit des Matsudaira Masatoki
  - Vormals Taruya (Familie Ikeda)-Stellschirm, 8-teilig (旧樽屋屏風 (池田家屏風))
  - Hotei (布袋図)
  - Hirsch und Edelmann (鹿と貴人図)
  - Taiheiki (太平記図)
  - Alte Japaner und Chinesen (和漢故事人物図巻, Wakan koji jimbutsu emaki), bebildertes Buch
  - Daruma (達磨図)
- Während der Zeit in Edo
  - Die 36 Unsterblichen der Dichtkunst (三十六歌仙図扁額)
  - Feld-Anbau (耕作図, Kōsaku), Stellschirm
  - Priester Saigyō (西行図)
  - Saigyō, den Mond betrachtend (月見西行図)
  - Yang Guifei
  - Prinzessin Lingnü (霊照女図)